# Rolando Aarons
Rolando Aarons, född 16 november 1995 i Kingston, Jamaica, är en jamaicansk fotbollsspelare (mittfältare).

## Karriär
Den 31 januari 2018 lånades Aarons ut av Newcastle United till italienska Hellas Verona över resten av säsongen 2017/2018. Han gjorde sin Serie A-debut den 4 februari 2018 i en 1–0-förlust mot Roma.
Den 2 september 2019 lånades Aarons ut till Wycombe Wanderers på ett låneavtal fram till 13 januari 2020. Den 31 januari 2020 lånades han ut till skotska Motherwell på ett låneavtal över resten av säsongen 2019/2020.
Den 7 januari 2021 värvades Aarons av Huddersfield Town, där han skrev på ett 2,5-årskontrakt. Den 30 augusti 2022 lånades Aarons ut till skotska Motherwell, dit han även var utlånad 2020. Den 2 november 2022 avbröts Aarons låneavtal i förtid efter att han skadat sig.